# 김광윤
김광윤(1964년 3월 5일 ~)은 빙그레 이글스에서 뛰었던 전 야구 선수다.

## 출신 학교
- 북일고등학교
- 건국대학교

## 같이 보기
- 빙그레 이글스 연도별 선수 명단